# (177415) Queloz
(177415) Queloz est un astéroïde de la ceinture principale. Il est nommé d'après l'astrophysicien suisse Didier Queloz, découvreur de 51 Pegasi b, la première exoplanète autour d'une étoile de type solaire.